# Grzegorz z Utrechtu
Grzegorz z Utrechtu, również Grzegorz z Pfalzel, łac. Gregorius (ur. 707 lub 708 we Frankonii, zm. 25 sierpnia 775 w Utrechcie) – wnuk św. Adeli z Pfalzel, święty Kościoła katolickiego i ewangelickiego.

## Żywot świętego
Biografię Grzegorza napisał, jego późniejszy uczeń i święty urodzony w Utrechcie, Ludger z Münsteru (zm. 809).
Grzegorz pochodził prawdopodobnie z arystokratycznej rodziny Franków. Kształcił się w dworskiej szkole. W 722 uczył się u swojej babci św. Adeli (niesłusznie identyfikowanej z córką Dagoberta II), założycielki i ksieni klasztoru Pfalzel (niem. Kloster Pfalzel) koło Trewiru (Trier). Tam spotkał Bonifacego-Winfrida, ówczesnego biskupa Utrechtu, będącego w trakcie swojej misji na terenach Hesji i Turyngii. Św. Adela powierzyła Bonifacemu młodego Grzegorza.
Grzegorz został najpierw opatem klasztoru, a później przełożonym szkoły Bonifacego przy utrechckiej katedrze, założonej przez św. Wilibrorda. W 754 roku, po męczeńskiej śmierci Bonifacego i jego biskupa pomocniczego Eobana, został godnym następcą oraz kontynuatorem pracy misyjnej Wilibrorda, oraz Bonifacego wśród Fryzów i objął diecezję utrechcką, którą kierował do śmierci. Mimo braku święceń biskupich ze względów politycznych św. Grzegorz wliczany jest do oficjalnej listy biskupów. Następcą został jego bratanek Alberyk (zm. 784), późniejszy święty.

## Kult
Wspomnienie liturgiczne św. Grzegorza w Kościele ewangelickim i katolickim obchodzone jest 25 sierpnia. W diecezji Trewiru dzień pamięci przypada na 26 sierpnia, a w diecezji utrechckiej 8 listopada.
Jest orędownikiem przeciw paraliżowi.